# Gare d’Orry-la-Ville - Coye
Gare d’Orry-la-Ville - Coye vasútállomás és RER állomás Franciaországban, Orry-la-Ville településen.

## Vasútvonalak
Az állomást az alábbi vasútvonalak érintik:
- Párizs-Lille-vasútvonal

## Kapcsolódó állomások
A vasútállomáshoz az alábbi állomások vannak a legközelebb:
- Gare de Chantilly - Gouvieux (Gare de Creil, D RER-vonal)
- Gare de La Borne Blanche (Gare de Melun, D RER-vonal)
- Paris Gare du Nord (C10)

## Lásd még
- Franciaország vasútállomásainak listája
- A RER állomásainak listája